# Нижний Манхэттен
Ни́жний Манхэ́ттен (англ. Lower Manhattan), также Даунтаун Нью-Йорка, — самая южная часть Манхэттена, основного острова города Нью-Йорка, его коммерческого и правительственного центра. Когда под Нижним Манхэттеном подразумевается большая часть юга острова, он граничит с рекой Гудзон на западе, с Ист-Ривер на востоке, с нью-йоркским портом на юге и с 42-й улицей на севере. Если же имеется в виду только нижняя часть коммерческого района Манхэттена, то северная граница проходит приблизительно в полутора километрах к югу от 14-й улицы и в одной миле к северу от южного конца острова.
Нижний Манхэттен — один из самых активных районов Нью-Йорка. В нём располагаются Уолл-стрит, Мэрия, Финансовый квартал, Граунд-Зиро, Маленькая Италия и Чайна-таун. Это четвёртый коммерческий центр США после Мидтауна, Чикаго-Лупа и Вашингтона. Эта зона особенно пострадала от терактов 11 сентября 2001 года, когда рухнули Башни-близнецы.

## История

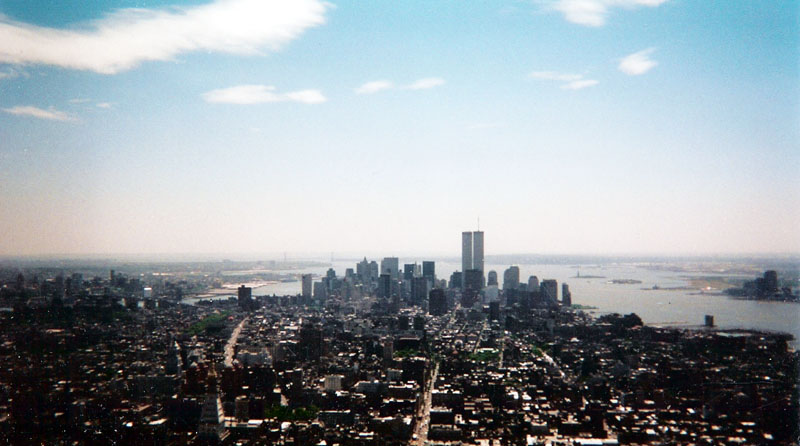
Нижний Манхэттен в мае 2001 года

Голландцы основали первые европейские поселения на Манхэттене на южной части острова. Первая крепость была выстроена в Бэттери-парке для защиты Новой Голландии. Эта зона остаётся одним из немногих районов Манхэттена с беспорядочным расположением улиц. В первые десятилетия XX века она была интенсивно застроена, в том числе множеством небоскрёбов, как Вулворт-билдинг.
В 1950-х гг. были построены некоторые новые здания, среди них одиннадцатиэтажное на Вильям-Стрит 156, в 1955. 27-этажное офисное здание на Брод-стрит 20, 12-этажное на Пайн-стрит 80, 26-этажное на Вильям-Стрит 123 и некоторые другие были построены в 1957 г. В конце этого десятилетия Нижний Манхэттен находился в экономическом упадке по сравнению с Мидтауном, который был в полном расцвете. Дэвид Рокфеллер помог его восстановлению, построив в нём штаб-квартиру своего банка. После переговоров с губернатором Нью-Джерси Ричардом Дж. Хьюзом, Портовая власть решила строительство Всемирного торгового центра вдоль р. Гудзона и Вест-Сайд-хайвея, вместо Ист-Ривер.
На протяжении большей части своей истории район Чамберс-стрит был торговым. В 1960 г. лишь около 4000 жителей заселяли центр города. В 1980 году началось, со Всемирного торгового центра, строение Бэттери-Парк-сити, современного квартала на берегу р. Гудзон, где сейчас живёт значительная часть населения Нижнего Манхэттена. Постройка первого комплекса была завершена в 1983 году. Всемирный финансовый центр — центральная деталь проекта — состоит из четырёх роскошных башен. К концу века Бэттери-Парк-сити был почти завершён, за исключением нескольких строений на Вест-стрит.

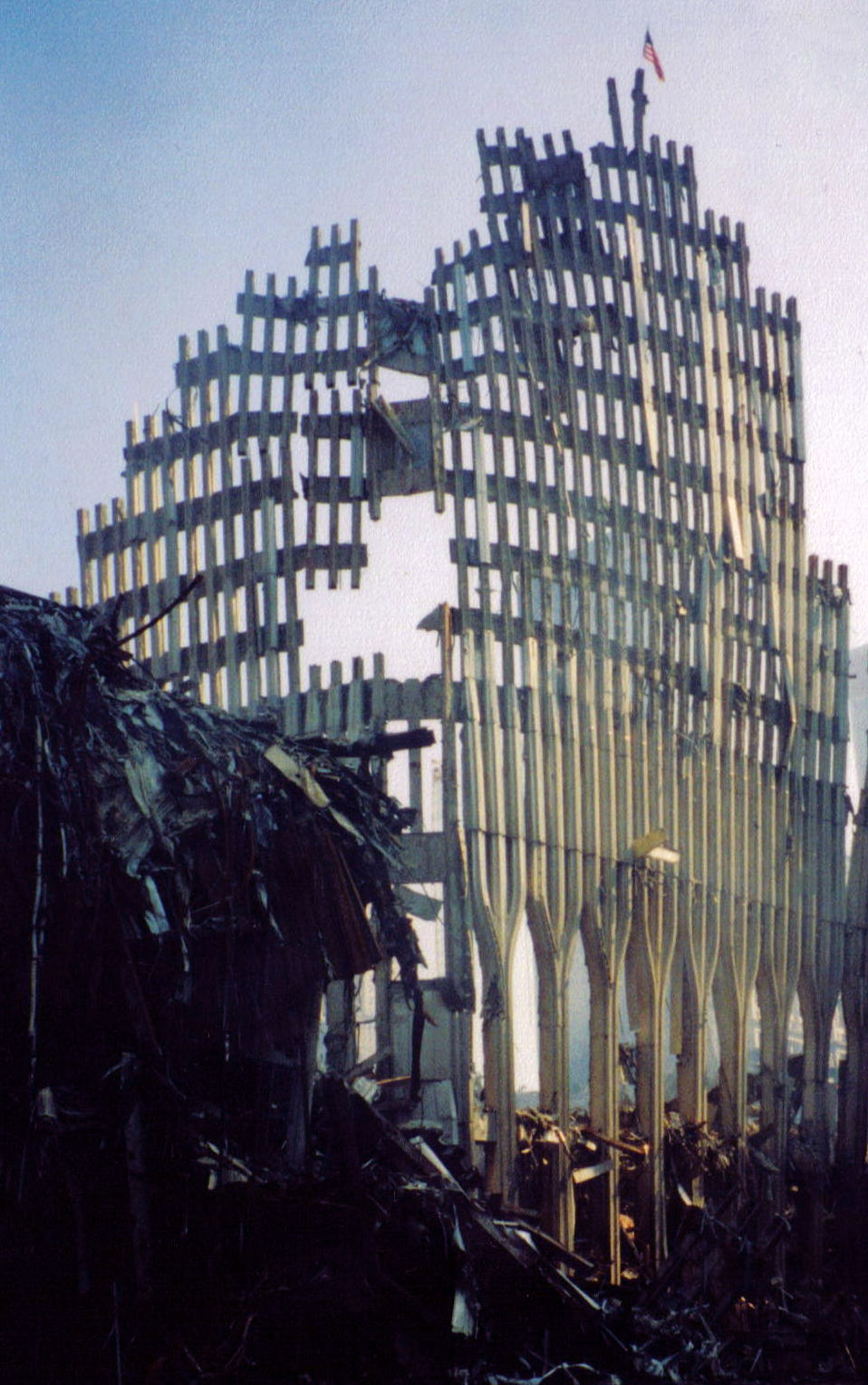
Руины Всемирного торгового центра после террористической атаки

С начала 20 в. Нижний Манхэттен является важным центром искусства и развлечений. Гринвич-Виллидж — культурный центр с начала XX в. до 1980-х гг. Многие галереи искусства наполняют Сохо между 1970-ми гг. и началом 1990-х; сегодня в Нижнем Манхэттене располагается множество альтернативных театральных трупп, составляющих сердце Офф-офф-Бродвея. Панк-рок имел там в середине 1970-х гг. много своих сцен. В зоне множество клубов и баров. С начала века район также приобрёл репутацию квартала моды в Нью-Йорке.

## Будущее района
После терактов 11 сентября 2001 года Нижний Манхэттен потерял значительную часть своей экономики и офисного пространства. Если экономика в большой степени восстановилась, то огромное место, которое некогда занимал Всемирный торговый центр, ещё не отстроилось окончательно. Lower Manhattan Development Corporation разработала план для восстановления центра Манхэттена, с новыми улицами, зданиями и офисными пространствами.

## Небоскрёбы
После крушения башен Всемирного торгового центра, место высочайшего небоскрёба нижнего Манхэттена занял 66-этажный небоскрёб Американ-интернешнл-билдинг, высотой в 290 метров вместе со шпилем.
В 2006 году началась постройка центрального здания в новом комплексе Всемирного торгового центра 1 ВТЦ под названием «Башня Свободы» (англ. «Freedom Tower»), постройка которого закончилась в апреле 2013 года. 541-метровое здание стало самым высоким в Нью-Йорке и во всём США. Также в 2006 году начались постройки Национального мемориала и музея 11 сентября, расположенного на месте разрушенных в 2001 году башен Всемирного торгового центра, который был открыт с 11 сентября 2011 года.
На втором месте расположился 70-этажный небоскрёб Уолл-стрит, 40 (Трамп-билдинг), высотой в 282 метра. Этот небоскрёб добавлен в список исторических мест Нью-Йорка.
Третье место занимает 241-метровый небоскрёб Вулворт-билдинг. В здании 57 этажей, оно занимает 3-е место по высоте среди небоскрёбов Нижнего Манхэттена, 15-е место в Списке высочайших небоскрёбов Нью-Йорка и 45-е место среди небоскрёбов США. В здании располагаются офисы крупных компаний и банков Манхэттена, а также звукозаписывающая студия.

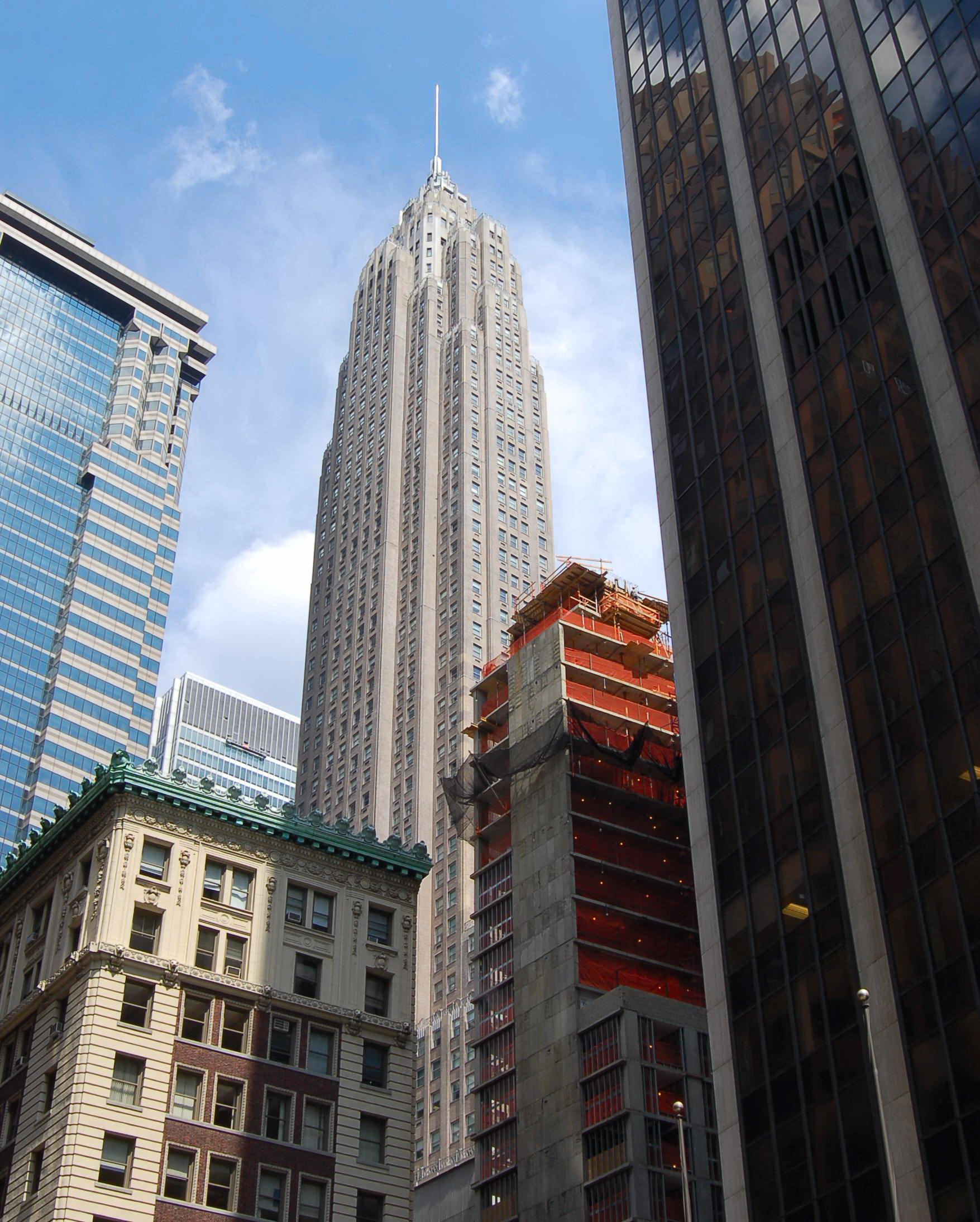
Американ-интернешнл-билдинг
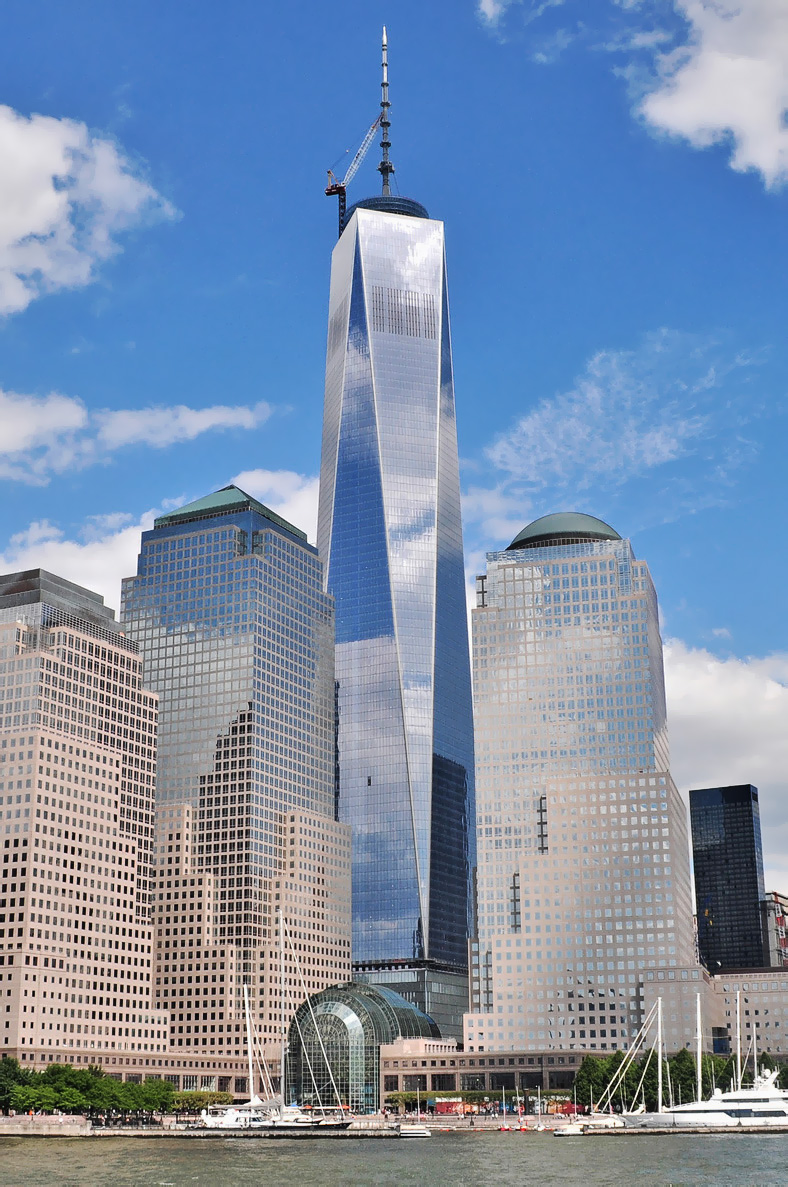
Всемирный торговый центр 1
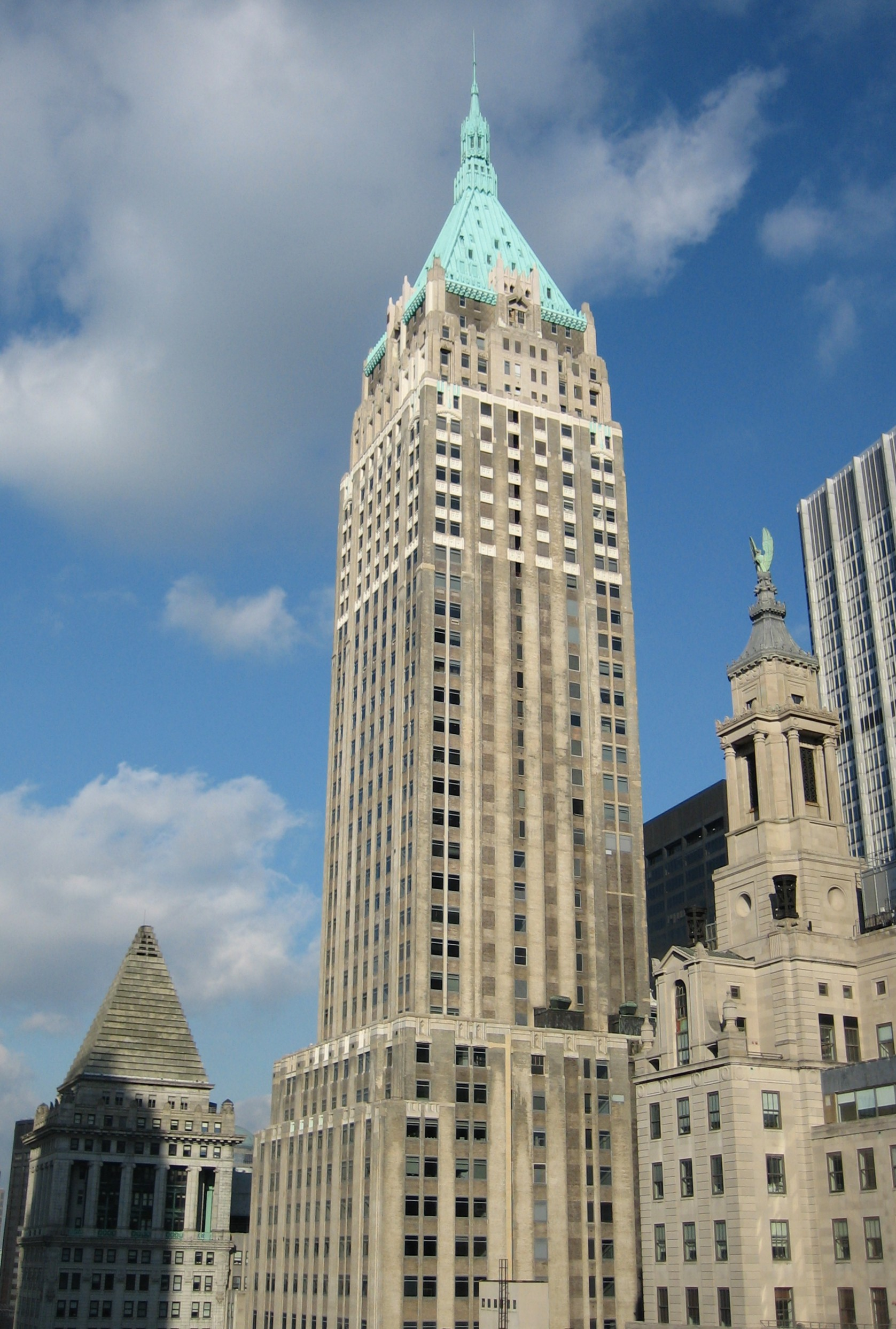
Уолл-стрит, 40 (Трамп-билдинг)
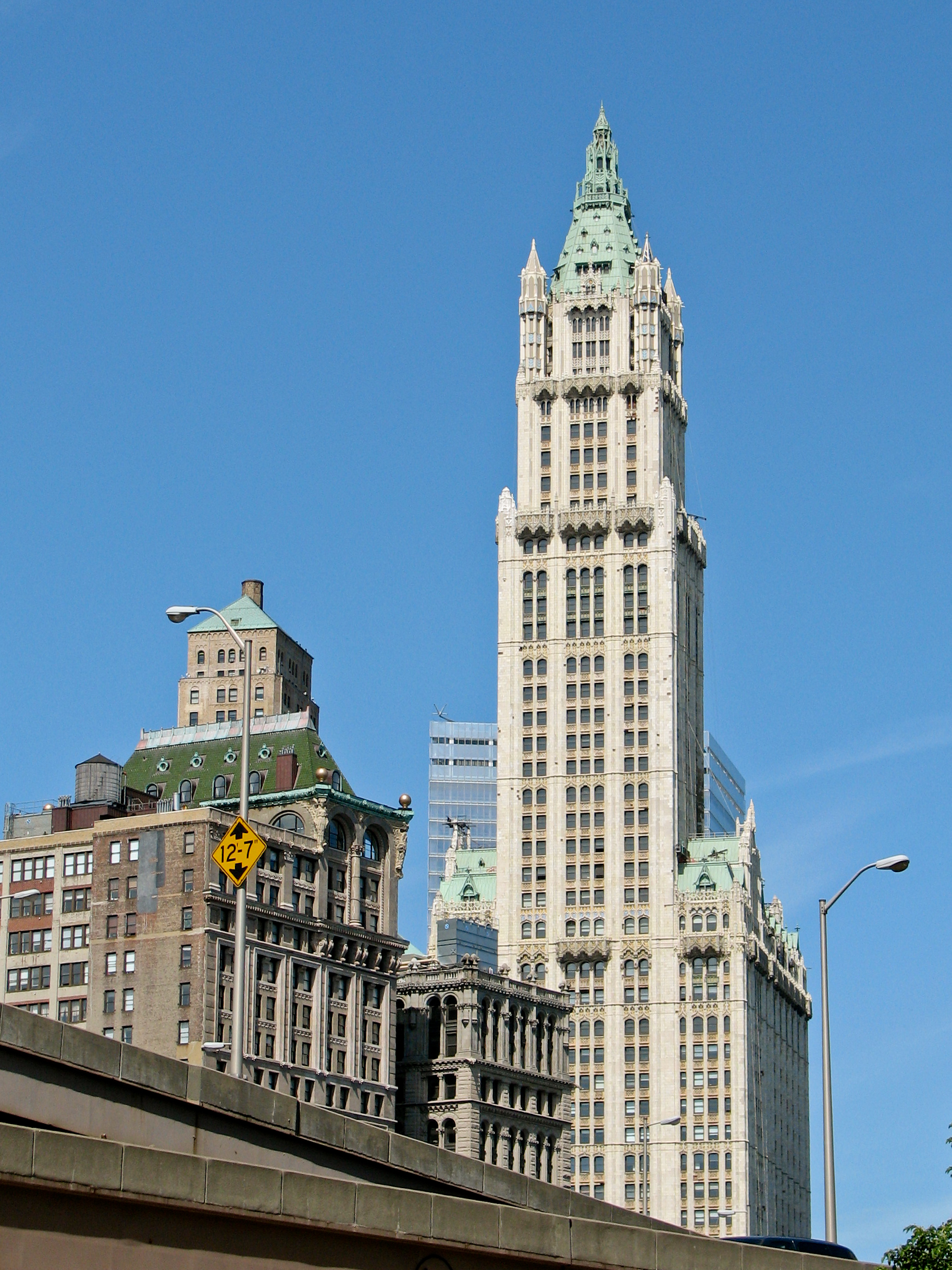
Вулворт-билдинг
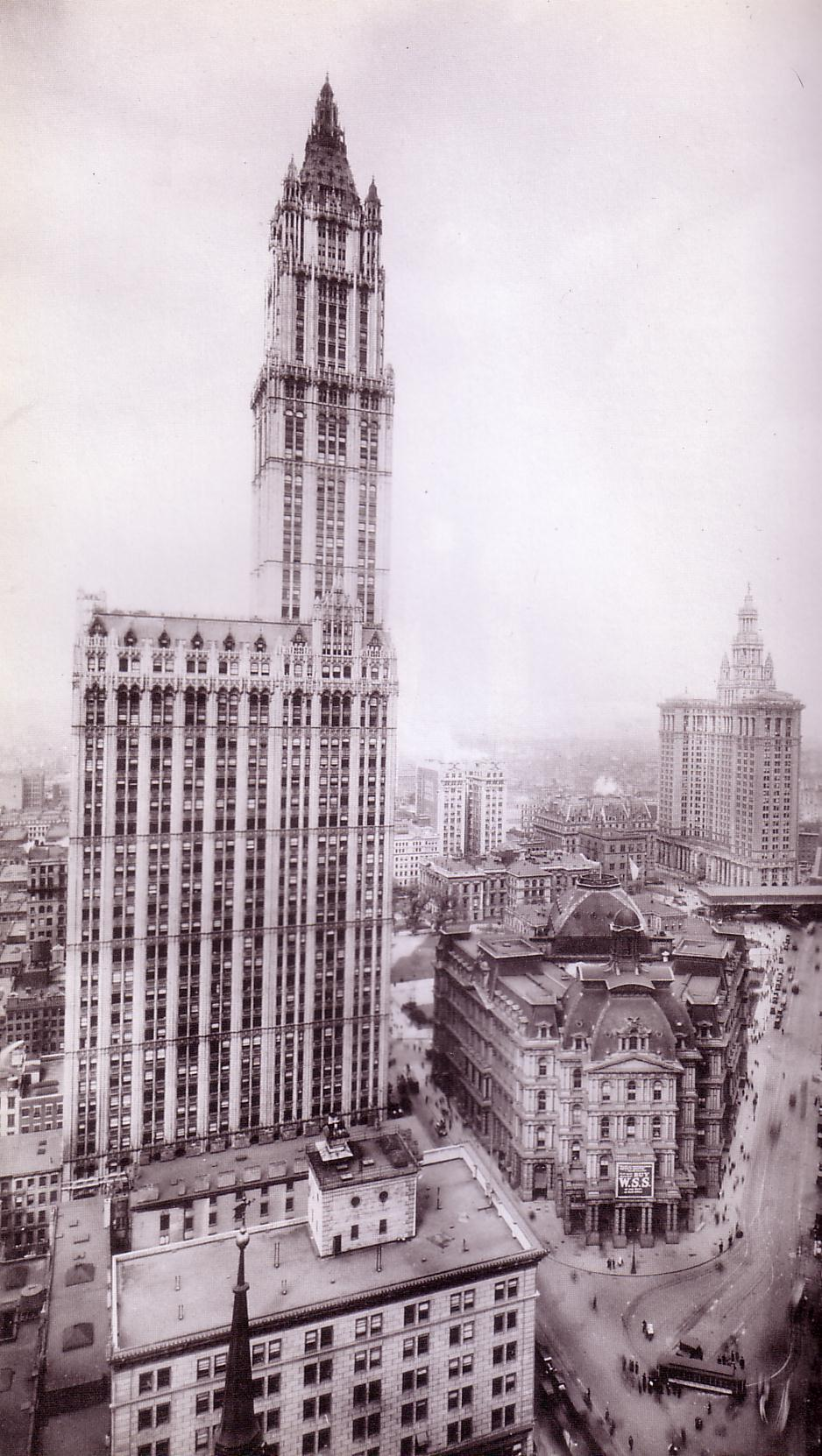
Вулворт-билдинг в 1915 году